# Jarre (récipient)
Pour l’article homonyme, voir Jarre.

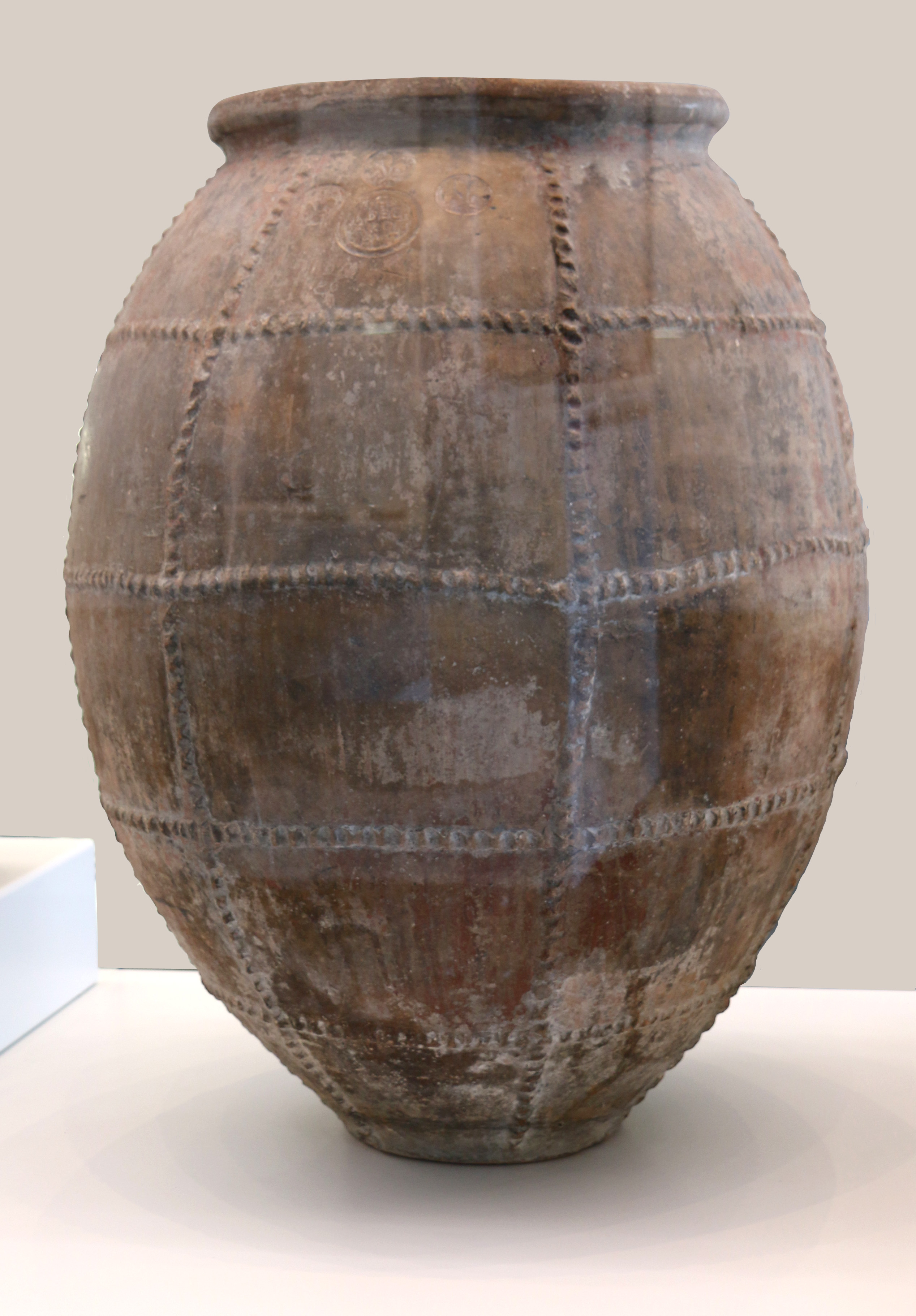
Jarre de Biot-Musée d'histoire de Marseille.

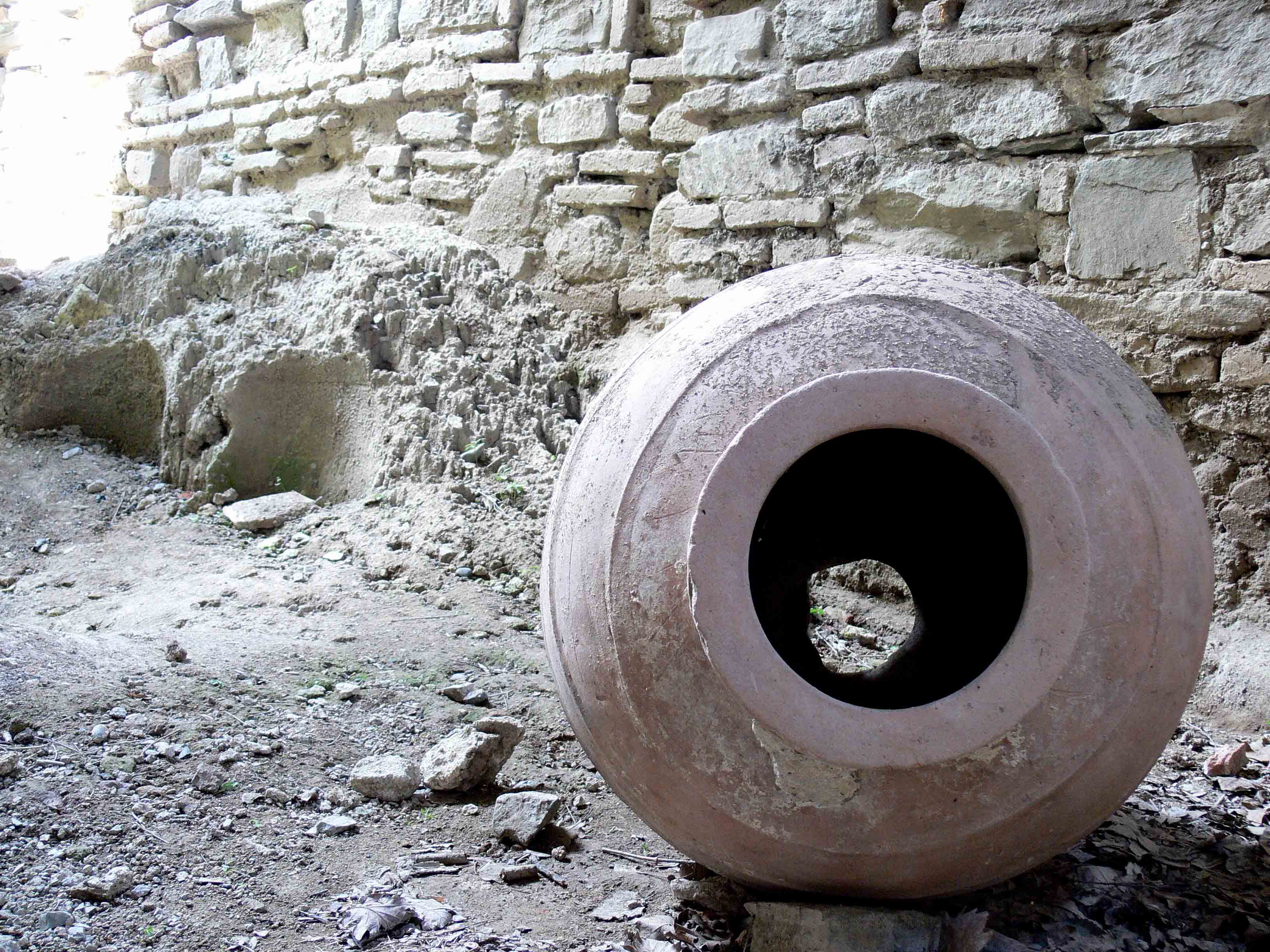
kvevri (jarre - cuves de vinification et d'élevage en terre cuite) de Géorgie.

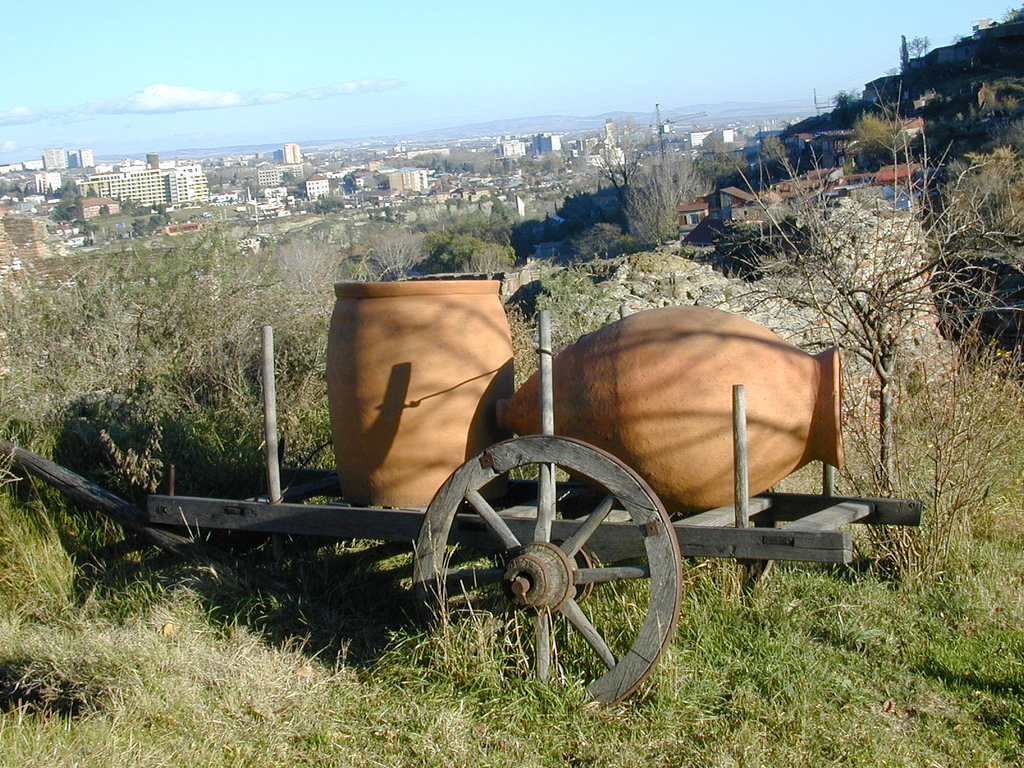
kvevri (jarre) contemporain de Géorgie

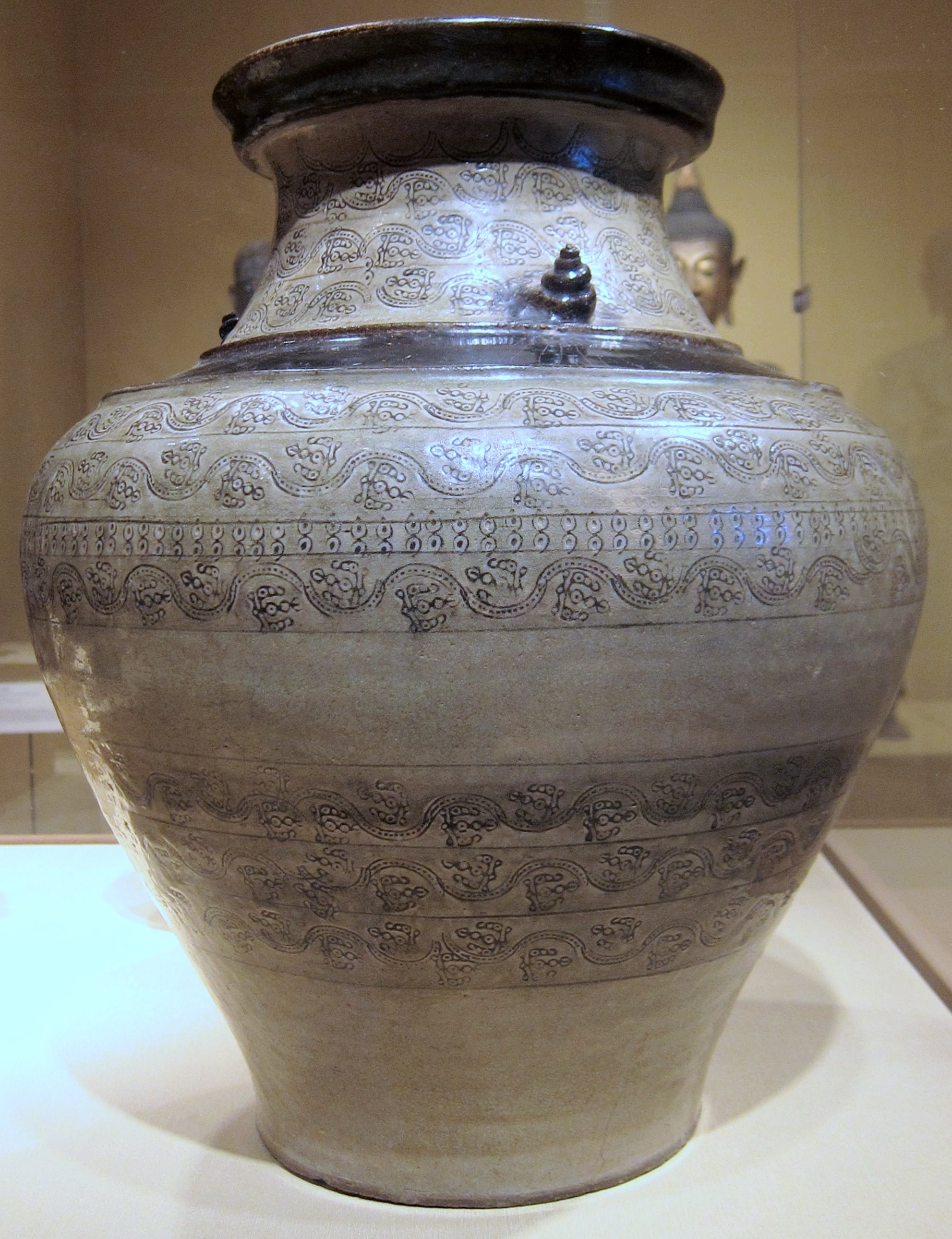
Jarre du 15e siècle de Thaillande

Une jarre (de l'arabe djara « vase d’argile à large bouche ») est un récipient de plus ou moins grande taille, généralement de forme grossièrement cylindrique et en terre cuite et utilisé pour le stockage de denrées, parfois pour la cuisson. Elle a une fonction similaire à l'amphore mais a une plus grande capacité de stockage et est plus trapue. Elle peut avoir des poignées pour faciliter le transport.
Le kvevri (en géorgien : ქვევრი) (également orthographié qvevri) est une grande jarre de terre cuite, d'une contenance de 800 à 3 500 litres, originaire de la Géorgie. Il ressemble à une amphore sans poignées ; l'intérieur est tapissé d'une couche de cire d'abeille assurant l'étanchéité. Souvent enfoui sous le niveau du sol, il est utilisé pour la fermentation et le stockage du vin. Les plus anciens datent d'environ 6 000 ans avant notre ère.

## Récipients similaires

### Stockage
- Pithos, jarre grecque de grande taille.
- Vase, on peut considérer la jarre comme une sorte de vase.
- Amphore qui comporte au contraire une bouche étroite.

### Cuisson
- Le tandoor est une sorte de four en terre cuite en forme de jarre, traditionnellement enfoui dans le sol, donnant son nom à la cuisine tandoori.
- wǎguàn (瓦罐), jarre chinoise utilisée dans le sud de la Chine, notamment pour faire mijoter la soupe.